# Bohonal de Ibor
Bohonal de Ibor es un municipio y localidad española de la provincia de Cáceres, en la comunidad autónoma de Extremadura. Se sitúa entre el río Tajo (norte) con buena parte de su término sumergido bajo el embalse de Valdecañas, el río Gualija (este) y el río Ibor (oeste). Es uno de los cinco pueblos que tras la creación de las comunidades autónomas pasaron a denominarse en conjunto Los Ibores. Forma parte de la mancomunidad del Campo Arañuelo.  El término municipal tiene una población de 503 habitantes (INE 2024).

## Geografía física

### Localización
El término municipal de Bohonal de Ibor tiene los siguientes límites:
| Noroeste: Valdehúncar      | Norte: Peraleda de la Mata                    | Noreste: El Gordo (Cáceres)    |
| Oeste: Mesas de Ibor       |                                               | Este: Berrocalejo              |
| Suroeste: Castañar de Ibor | Sur: Castañar de Ibor y Peraleda de San Román | Sureste: Peraleda de San Román |

### Clima
De acuerdo a los datos de la tabla a continuación y a los criterios de la clasificación climática de Köppen modificada Bohonal de Ibor tiene un clima de tipo Csa (templado con verano seco y caluroso).
| Parámetros climáticos promedio de Bohonal de Ibor en el periodo 1968-2003 | Parámetros climáticos promedio de Bohonal de Ibor en el periodo 1968-2003 | Parámetros climáticos promedio de Bohonal de Ibor en el periodo 1968-2003 | Parámetros climáticos promedio de Bohonal de Ibor en el periodo 1968-2003 | Parámetros climáticos promedio de Bohonal de Ibor en el periodo 1968-2003 | Parámetros climáticos promedio de Bohonal de Ibor en el periodo 1968-2003 | Parámetros climáticos promedio de Bohonal de Ibor en el periodo 1968-2003 | Parámetros climáticos promedio de Bohonal de Ibor en el periodo 1968-2003 | Parámetros climáticos promedio de Bohonal de Ibor en el periodo 1968-2003 | Parámetros climáticos promedio de Bohonal de Ibor en el periodo 1968-2003 | Parámetros climáticos promedio de Bohonal de Ibor en el periodo 1968-2003 | Parámetros climáticos promedio de Bohonal de Ibor en el periodo 1968-2003 | Parámetros climáticos promedio de Bohonal de Ibor en el periodo 1968-2003 | Parámetros climáticos promedio de Bohonal de Ibor en el periodo 1968-2003 |
| Mes | Ene.                                                                      | Feb.                                                                      | Mar.                                                                      | Abr.                                                                      | May.                                                                      | Jun.                                                                      | Jul.                                                                      | Ago.                                                                      | Sep.                                                                      | Oct.                                                                      | Nov.                                                                      | Dic.                                                                      | Anual                                                                     |
| --- | ------------------------------------------------------------------------- | ------------------------------------------------------------------------- | ------------------------------------------------------------------------- | ------------------------------------------------------------------------- | ------------------------------------------------------------------------- | ------------------------------------------------------------------------- | ------------------------------------------------------------------------- | ------------------------------------------------------------------------- | ------------------------------------------------------------------------- | ------------------------------------------------------------------------- | ------------------------------------------------------------------------- | ------------------------------------------------------------------------- | ------------------------------------------------------------------------- |
| Temp. media (°C) | 7.4                                                                       | 9.5                                                                       | 12.6                                                                      | 14.9                                                                      | 18.9                                                                      | 24.2                                                                      | 28.0                                                                      | 27.7                                                                      | 22.9                                                                      | 16.9                                                                      | 11.4                                                                      | 7.5                                                                       | 16.8                                                                      |
| Precipitación total (mm) | 81.1                                                                      | 64.1                                                                      | 50.4                                                                      | 61.4                                                                      | 55.5                                                                      | 22.2                                                                      | 6.9                                                                       | 10.5                                                                      | 38.6                                                                      | 79.8                                                                      | 85.7                                                                      | 109.5                                                                     | 665.5                                                                     |
| Fuente: Ministerio de Agricultura, Alimentación y Medio Ambiente. Datos de precipitación para el periodo 1968-2003 y de temperatura para el periodo 1969-2003 en Bohonal de Ibor |                                                                           |                                                                           |                                                                           |                                                                           |                                                                           |                                                                           |                                                                           |                                                                           |                                                                           |                                                                           |                                                                           |                                                                           |                                                                           |

## Historia
En mayo de 1464 otorgaron escritura en la villa de Candeleda, de una parte Juan de Zúñiga Bazan y Avellaneda, conde de Miranda, y otros títulos, y de la otra el alcalde ordinario de la villa de Talavera la Vieja en nombre del Concejo Justicia y Regimiento de dicha villa y su tierra, en virtud del poder que al mismo lo tenían concedido; por la cual, y queriendo hacer bien a todos los que estaban avecindados en la villa de y a los que después se avecindasen, les dio en censo perpetuo la dehesa de la Retuerta, pagándole al año por cada yunta dos fanegas de trigo y dos de cebada, y 50.000 maravedís para que repartiesen sus tierras y las pudieran vender con dicho tributo: que posteriormente, los vecinos de Alija despoblaron esta villa y fundaron, la de Talavera la Vieja y pueblos de Bohonal y La Poveda en los mismos terrenos de la dehesa de la Retuerta.
Bohonal de Ibor formaba parte del Estado de Miranda, en la antigua provincia de Ávila, en Castilla La Vieja.
1785 Según las Relaciones de Floridablanca, era una Villa de Señorío Secular con Alcaldes Ordinarios y con el nombre de Boonal y que junto con Candeleda, Berrocalejo, Puebla de Naciádos, El Gordo, Talavera la Vieja, Valdeverdeja y El Torrico formaban el Estado de Miranda de la provincia de Ávila.
A principios del siglo XIX pasó a formar parte del poderoso Concejo de Talavera de la Reina, para volver a Ávila hasta 1833. A la caída del Antiguo Régimen la localidad se constituye en municipio constitucional, pasando a formar parte de la recién creada provincia de Cáceres. Desde 1834 quedó integrado en partido judicial de Navalmoral de la Mata. En el censo de 1842 contaba con 100 hogares y 548 vecinos.
Según las rentas del clero en 1822 del Arzobispado de Toledo en el Volumen 84 se dice que "El cura de Bohonal de Ibor, en el arciprestazgo de Talavera de la Reina, dice que el curato es bueno en caza, leña y buenas aguas. De lo demás tiene que surtirse de fuera, por no tenerlo en pueblo. No hay pobres de puerta en puerta."
En 1965 su término municipal se incrementó con la anexión de parte del término de Talavera la Vieja, que desapareció con motivo de la construcción del embalse de Valdecañas.

## Demografía
Bohonal de Ibor cuenta con una población de 503 habitantes (INE 2024).
| Gráfica de evolución demográfica de Bohonal de Ibor entre 1842 y 2021 |
| |
| Población de derecho según los censos de población del INE Población de hecho según los censos de población del INEEntre el censo de 1970 y el anterior, crece el término del municipio porque en 1965 incorpora una parte no anegada de Talavera la Vieja. |

## Símbolos

Escudo de Bohonal de Ibor

El escudo heráldico de Bohonal fue aprobado mediante la "Orden de 17 de abril de 1995, por la que se aprueba el Escudo Heráldico y la Bandera Municipal, para el Ayuntamiento de Bohonal de Ibor", publicada en el Diario Oficial de Extremadura el 20 de abril de 1995 y aprobada por el Consejero de Presidencia y Trabajo Joaquín Cuello, luego de haber aprobado expedientes el ayuntamiento el 27 de junio de 1994 y el 10 de enero de 1995 y haber emitido informes el Consejo Asesor de Honores y Distinciones de la Junta de Extremadura el 8 de noviembre de 1994 y el 7 de marzo de 1995. El escudo se define así:

Escudo cortado. Primero, de plata faja ondada de azur. Segundo, de azur campanario de plata. Al timbre Corona Real cerrada.

## Patrimonio
Iglesia de San Bartolomé

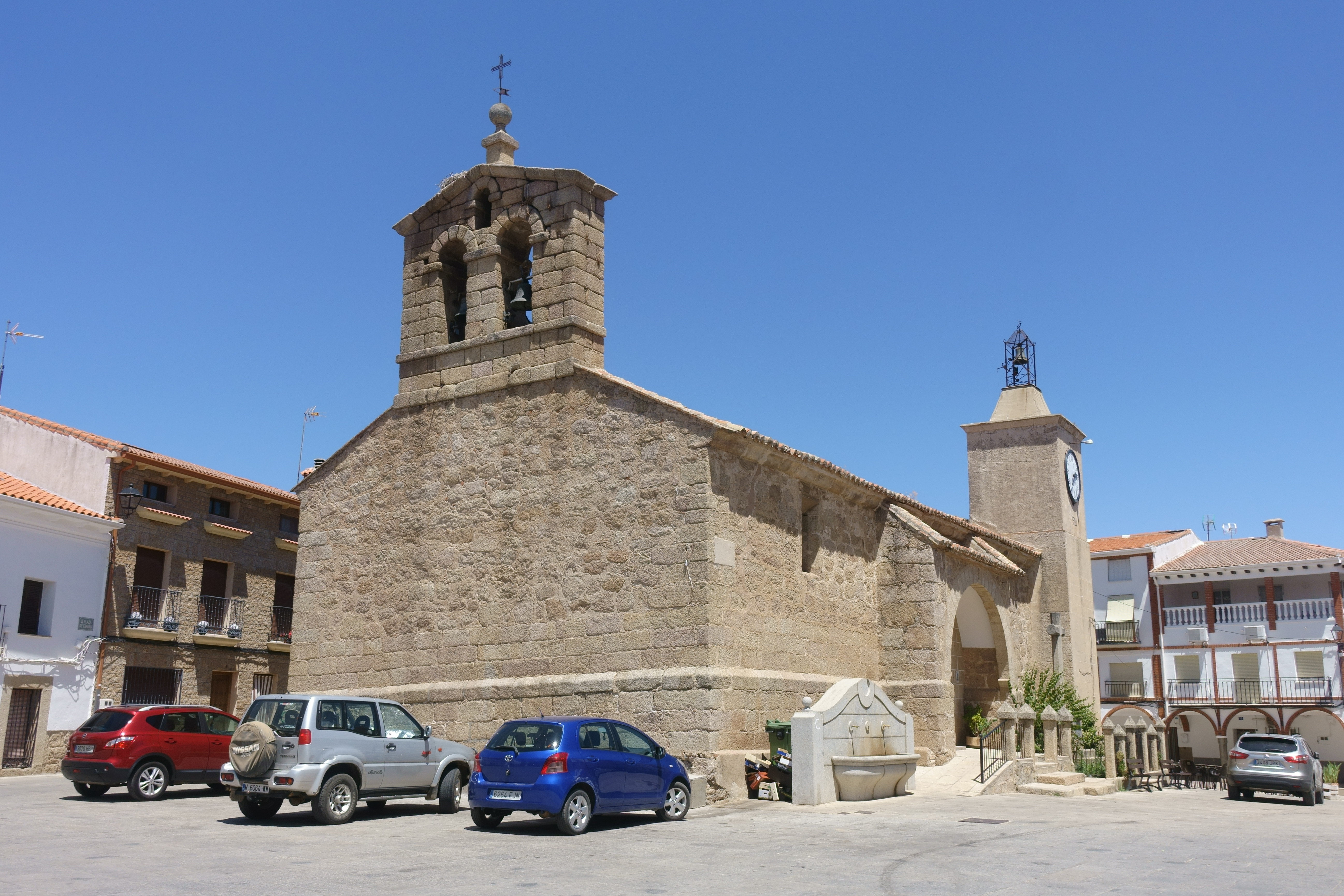
Iglesia de San Bartolomé Apóstol

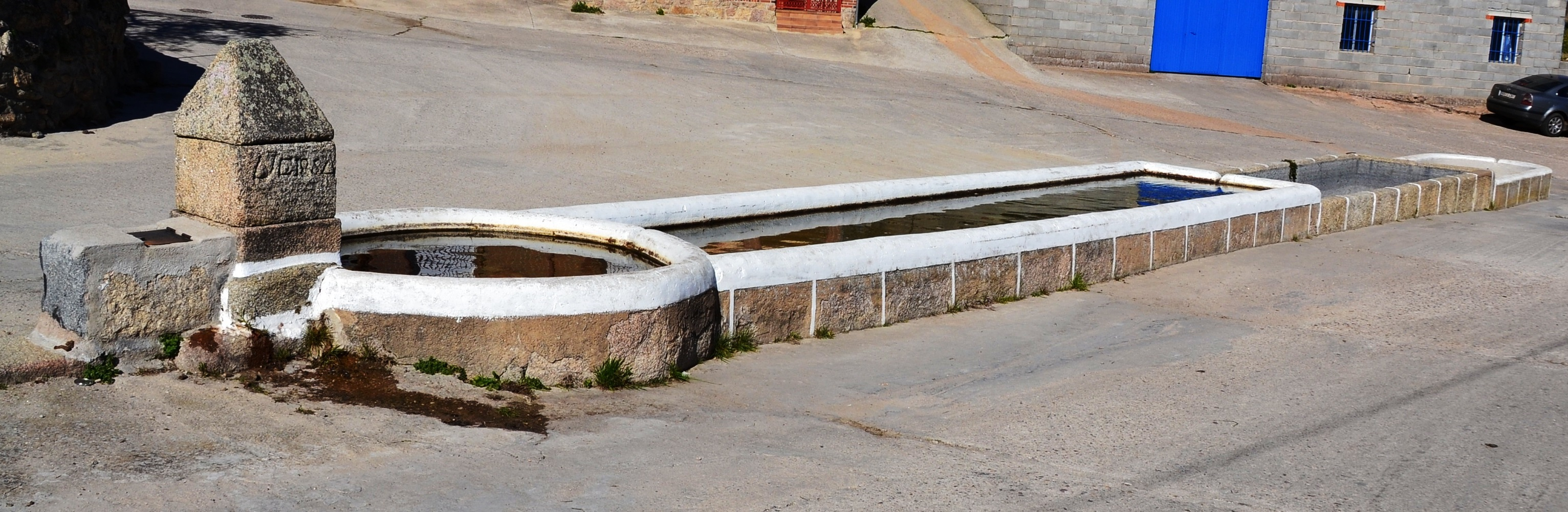
El Pilón

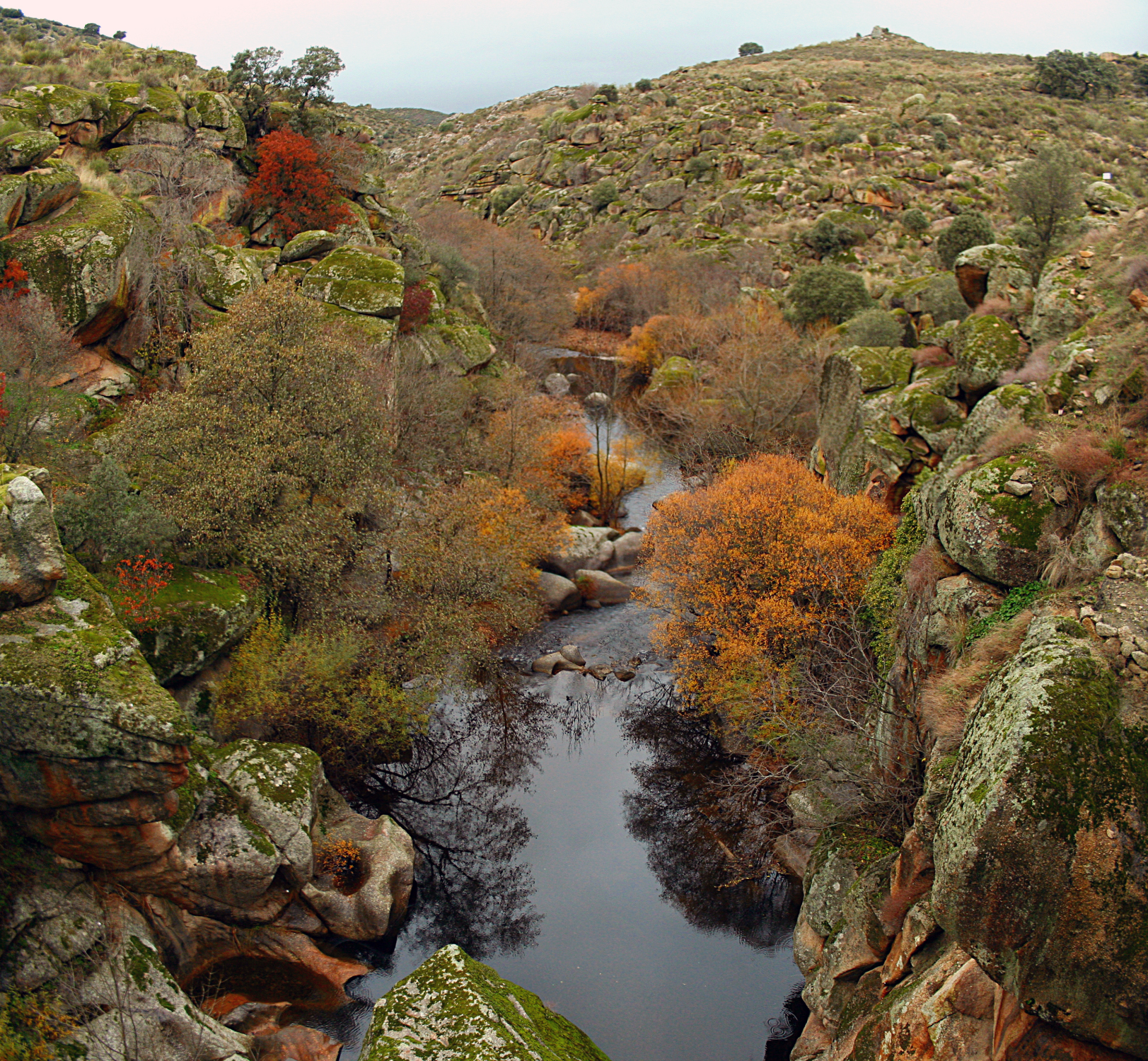
Río Ibor a su paso por la localidad

En honor de San Bartolomé, nuestro Santo Patrón, cuya fiesta se celebra el día 24 de agosto. Construida a finales del siglo XV y principios del XVI, el edificio es de granito, tiene una sola nave, separada de la cabecera por un arco de medio punto, por lo que la bóveda tiene dos tramos: de cañón y lunetos el primero, y de paños el segundo. Los materiales divergen de unos sectores a otro, en una zona predomina la mampostería irregular, mientras que en otras sobresalen los sillares labrados de granito. Consta de dos puertas laterales sencillas y de medio punto, una espadaña situada a los pies levantada sobre un podio y sobre la corona una bola de estilo herreriano con una cruz de hierro en su extremo, que le proporciona cierta belleza y armonía.
En los años 20 del siglo XX se erigió una torre en la zona de la cabecera para instalar en ella el reloj en 1924 y una campana. Esta construcción difiere del resto edificado mayoritariamente en el siglo XVI. Tuvo un artesonado de madera en el pasado, que aún se conservaba en 1960, pero debido a su mal estado se sustituyó por otro techo también de madera. Actualmente se han colocado tres vidrieras en su ventanas con motivos alegóricos a los santos.
Se encuentra en la archidiócesis de Toledo.
Puente de las Veredas
Probablemente construido sobre un puente anterior de la época romana, está construido sobre el río Ibor, de piedra, y marca el límite municipal entre Bohonal y Mesas de Ibor. La finalidad de este puente era el paso del ganado en la Época de la Mesta. Está situado en plena cañada occidental leonesa.
En otras épocas fue muy transitado por los “Carros de Varas” (de palo), burros y caballerías con sacos de pimientos, trigo, cebada, para moler en el molino de agua.
Ruinas romanas de Augustobriga
Templo romano construido en el siglo II después de Cristo, asentado sobre una plaza fuerte en el pueblo prerromano de los Vettones. Pórtico de un edificio considerado Curia (20,43 x 11,55 m) construido en granito.
Se encuentra ubicado en la margen izquierda del río Tajo. Fue trasladado piedra a piedra en 1963 desde Talavera la Vieja (Augustóbriga), de donde procede, hasta su emplazamiento actual junto a la carretera de Navalmoral de la Mata a Guadalupe. 
Es conocido como los Mármoles debido al estuco que lo cubría imitando el mármol. Aun conserva restos de esa capa ornamental sobre el granito. Se cuentan diversas leyendas sobre estas ruinas, y es un distintivo para nuestro pueblo y para el desaparecido de Talavera la Vieja.
Sirve de reclamo turístico para las campañas turísticas de la Junta de Extremadura.
Estanque de las Cañás (cañadas)
Situado en el paraje del Pibor.
Río Ibor

## Festividades
San Bartolomé
Patrón del Municipio. Es la fiesta del patronal del pueblo y se celebra el 24 y 25 de agosto.
Las diferentes Asociaciones participan y colaboran para el desarrollo de Verbenas, Juegos Populares y Misa y ofertorio con diferentes dulces típicos y trabajos de Artesanía realizados por vecinos del municipio.
Romería en honor a la Virgen de Guadalupe
Se celebra el segundo fin de semana de mayo. La Asociación de Las Mujeres Bohonalas, organizan la romería en honor a la Virgen, con la realización de una Misa campestre, degustación de dulces típicos como: floretas, perrunillas, roscas, prestiños, etc., y una limonada, ofreciendo por la tarde un baile, amenizado por orquestas de la zona.
Carnaval
Se desarrolla siempre en el Miércoles de Ceniza, con degustación de sardinas y torreznos en la plaza del Pueblo.
Cruz de mayo
Se lleva a cabo el primer fin de semana de mayo. Los quintos del año pintan una cruz en las puertas de las mozas casaderas. Hincan en la plaza un tronco de un árbol de aproximadamente 5 metros de altura a modo de cruz donde colocan en la intersección una gran corona y se adorna con plantas y flores. Costumbre que se remontan al tiempo de los vetones, los cuales tenían como símbolo religioso al Sol, y que hoy es lo que se representa con la corona, se trata de una cruz celta.